# Крюппи, Жан
Жан Шарль Мари Крюппи (фр. Jean Cruppi; 22 мая 1855, Тулуза — 16 октября 1933, Фонтенбло) — французский политик, сенатор, министр торговли и промышленности и министр иностранных дел во время Третьей республики.

## Биография
Родился 22 мая 1855 года в Тулузе. Был депутатом парламента с 1818 по 1919 и сенатором с 1920 до 1924 года. Был главой Министерства торговли и промышленности в период с января 1908 года по июль 1909 года и иностранных дел в период с марта по июнь 1911 года.
Был женат на писательнице Луизе Крюппи.
Умер 16 октября 1933 года в Фонтенбло (департамент Сена и Марна).